# Luftdetonation

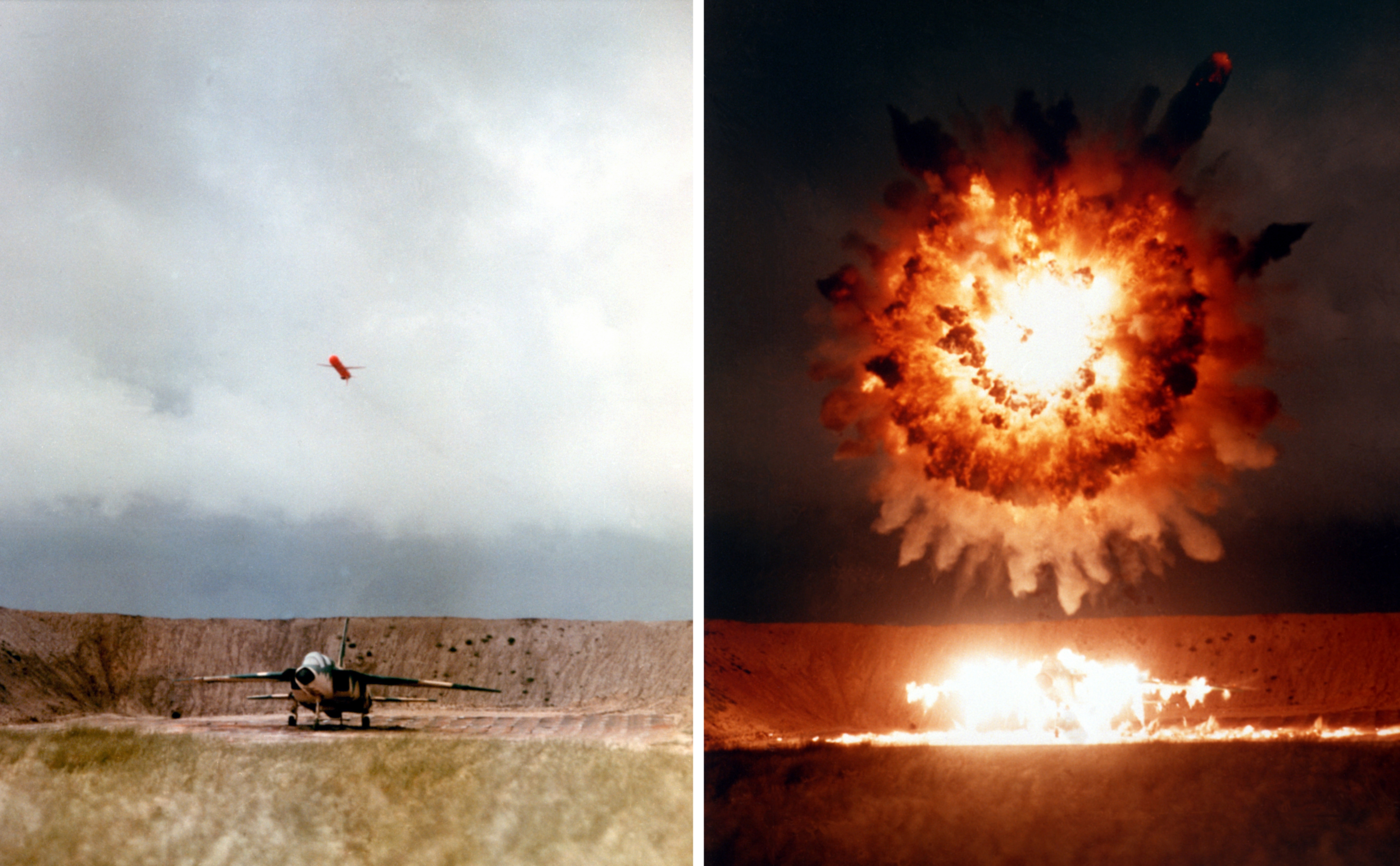
UGM-109 Tomahawk detoniert über einem Testziel, 1986

Eine Luftdetonation (englisch Airburst) ist die Explosion spezieller militärischer Munitionstypen über dem eigentlichen Ziel in der Luft. Anwendung finden diese sogenannten Geschosse vor allem gegen feindliche Truppen und ungepanzerte Fahrzeuge. Das Prinzip kann auch bei Kernwaffenexplosionen angewendet werden.
Das explosive Auseinanderbrechen eines extraterrestrischen Objektes in der Erdatmosphäre wird ebenfalls als Airburst bezeichnet.
Der Meteor von Tscheljabinsk verursachte einen solchen Airburst, ebenso könnte das Tunguska-Ereignis durch einen Airburst verursacht worden sein.